# Julien Green
Julien Green (Pariz, 6. rujna 1900. – Pariz, 13. kolovoza 1998.), francuski književnik američkog podrijetla.

## Životopis
Rođen je u Parizu 6. rujna 1900., u američkoj obitelji anglikanske vjeroispovijesti. Godine 1916. nakon smrti majke obraća se na katoličku vjeru. Kasnije će mu otac preći u Katoličku Crkvu kao i neke od sestara. Nakon završetka Prvog svjetskog rata ulazi u američku vojsku. Poslije rata odlazi na više školovanje u Ameriku. Nakon završetka fakulteta vrača se u Francusku, gdje se počeo baviti pisanjem.
Djela:
- "Mont-Cinere",
- "Adrienne Mesurat",
- "Levithian",
- "Vizionar",
- "Svatko u svojoj noći",
- "Putnik na zemlji",
- "Ključevi smrti",
- "Jug",
- "Neprijatelj",
- "Sjena".

### Članci
- Vlašić, Dinko. 1999. U povodu smrti Juliena Greena velikog pisca kršćanskog nadahnuća. Crkva u svijetu. Sveučilište u Splitu - Katolički bogoslovni fakultet. Split. 34 (1): 105–115